# Херман Щаудингер
Херман Щаудингер (на немски: Hermann Staudinger) е германски химик, носител на Нобелова награда за химия за 1953 година „за изследванията в областта на химията на високомолекулните съединения“, член на Баварската академия на науките (1949).

## Биография
Роден е на 23 март 1881 година във Вормс, Германия, в семейството на гимназиалния професор, политик и евангелистки пастор Франц Щаудингер (1849 – 1921) и съпругата му Аугусте Щаудингер (по баща Венк).
През 1899 г. Щаудингер започва да следва химия в Хале (Саале), Дармщат и Мюнхен. След 1907 г. той е извънреден професор в института по органична химия в Карлсруе, а от 1912 е професор в Техническия университет на Цюрих, където започва изследванията си по целулоза и каучук.
През 1926 г. става професор в Института по органична химия на Университета във Фрайбург, където започва успешните си изследвания по макромолекуларна химия, който от 1962 г. носи името „Hermann-Staudinger-Haus“.
Женен е за латвийската биоложка и ботаничка Магда Щаудингер.
Умира на 8 септември 1965 година във Фрайбург в Брайсгау на 84-годишна възраст.

## Научна дейност
Щаудингер е един от основоположниците на химията на високомолекулните съединения. През 1910 г. предлага нов метод за синтез на изопрен, който е основна съставна част на естествения каучук.
През 1922 г. доказва, че молекулата на естествения каучук е съставена от верига от изопренови единици, свързани помежду си с ковалентни връзки, и съдържа хиляди атоми. На основата на неговата теория са разработени методи за изследване на макромолекулите и е осъществен синтезът на много от тях. За откритията му през 1953 получава Нобеловата награда за химия.

## Произведения
- Arbeitserinnerungen. Hüthig Verlag, Heidelberg 1961.
- Thesen zur Größe und Struktur der Makromoleküle. Ursachen und Hintergründe eines akademischen Disputes. Verlag Chemie, Weinheim 1980, ISBN 3-527-25838-8 (заедно с Херман Франц Марк и Курт Хайнрих Майер)
- Die Ketene, Verlag Enke, Stuttgart 1912
- Anleitung zur qualitativen organischen Analyse, Verlag Springer, Berlin 1923
- Tabellen zu den Vorlesungen der allgemeinen und anorganischen Chemie, Verlag Braun, Karlsruhe 1927
- Die hochmolekularen Verbindungen, Kautschuk und Cellulose, Verlag Springer, Berlin 1932
- Organische Kolloidchemie, Verlag Vieweg, Braunschweig 1940
- Fortschritte der Chemie, Physik und Technik der makromolekularen Stoffe, (заедно с проф. Фивег и проф. Рьорс), Verlag Lehmann, München 1939
- Vom Aufstand der technischen Sklaven, Verlag Chamier, Essen-Freiburg 1947
- Die makromolekulare Chemie und ihre Bedeutung in der Protoplasmaforschung, Springer Verlag, Wien 1954